# Meunasah Blang (Lhonga)
Meunasah Blang is een bestuurslaag in het regentschap Aceh Besar van de provincie Atjeh, Indonesië. Meunasah Blang telt 164 inwoners (volkstelling 2010).